# Église Saint-Martin du Grand-Rozoy
L'église Saint-Martin est une église située à Grand-Rozoy, en France.

## Localisation
L'église est située sur la commune de Grand-Rozoy, dans le département de l'Aisne.

## Historique
Le monument est classé au titre des monuments historiques en 1921.